# Joselito Rodríguez
José de Jesús Rodríguez Ruelas (Ciutat de Mèxic, 12 de febrer de 1907-ibídem, 14 de setembre de 1985), més conegut com Joselito Rodríguez, va ser un actor, director, guióista, dissenyador de so i director de segona unitat del cinema mexicà, i va destacar com enginyer en electrònica col·laborant juntament amb el seu germà Enrique (líder del projecte) en la invenció d'un equip de so òptic de gravació per al cinema, a més del primer sistema sonor portàtil i estàndard per a cinema en el món, el Sistema Sonoro Hermanos Rodríguez, en 1929, aportacions per les quals va ser també sobrenomenat com el «pare del cinema sonor mexicà». Va ser fundador de societats i sindicats relacionats al setè art a Mèxic.
Joselito és membre de la Dinastia Rodríguez, destacant per les seves aportacions al cinema mexicà, al costat dels seus germans Roberto, Consuelo, Enrique, Ismael i Emma, dels quals ell era el gran. Es va casar amb María Elisa Maz Sinta i van tenir Titina, Juan, Lichita, Dulce María, José (Pepito Romay), Jorge i Martha Rangel.
La Cineteca Nacional de Mèxic els va atorgar a Joselito i a Roberto Rodríguez Ruelas la primera Medalla Salvador Toscano (1983) de la història per la seva aportació al setè art.

## Invent de l'equip de so òptic[calcitació]
Durant la seva estada als Estats Units, José de Jesús Rodríguez Ruelas es destaca en els seus estudis d'Electrònica. A l'una, dedica bona part del seu temps al desenvolupament,entre 1927 i 1929, d'un equip de so per a cinema, sota la premissa de poder adaptar-se a qualsevol càmera, que a més comptés amb un disseny compacte i fàcil de transportar.
Múltiples proves precedeixen a la conformació de l'equip ideal, que està llest a la fi de 1929.
A l'edat de 22 anys (1929), José de Jesús Rodríguez Ruelas culmina la invenció del seu equip de so òptic de gravació per cinema. Rodríguez Sound Recording System demostra la seva alta qualitat en diverses produccions pròpies. El 15 de setembre de 1929 es realitza la primera exhibició del material fílmic gravat al Cinema Electric de la ciutat de Los Angeles: la primera gravació òptica, registrada amb el Sistema Rodríguez en negatiu de pel·lícula, sent el tema El Himno Nacional de México (1929) impregnat amb senyals capritxosos. Entre aquests primers treballs formals es troben Sangre Mexicana (1930) estrenada al cine California el 29 de maig de 1931,Fletonatiuh, Santos y Lee I y II (1930),La famosa Banda de Música de la Policía de México (1930) i la sèrie cinematogràfica The Indians are Coming ( Henry MacRae, 1930); pproduïda per Adventure i distribuïda per Universal Pictures), que es realitzen als Estats Units, i dona veu a la indústria del cinema sonor mexicà.
A la recerca d'un sistema sonor per a l'adaptació cinematogràfica de la novel·la de Federico Gamboa, Santa, el productor Juan de la Cruz Alarcón als Estats Units i a punt de tornar amb les mans buides a Mèxic, a causa de les desmesurades pretensions dels equips nord-americans, és abordat per Joselito i el seu germà Roberto en l'aeroport de Los Angeles, Califòrnia. La improvisada entrevista és registrada i, en ser exhibida a Mèxic, comprova la fiabilitat de l'equip.
El productor reconeix en el sistema òptic Rodríguez les condicions ideals per a la gran empresa que es proposava: l'enginyer i el seu germà són repatriats en 1931 per a realitzar la gravació de Santa, film que marcarà formalment l'inici del cinema sonor mexicà i que en gran manera revoluciona la indústria fílmica nacional.
En suma, l'equip Rodríguez i Santa col·loquen a Mèxic a l'avantguarda cinematogràfica i tecnològica, com el segon país a nivell mundial a posseir un sistema sonor de manufactura pròpia. Això fa possible la independència fonamental per al desenvolupament de la incipient indústria fílmica, perquè manté el control total de la producció, evitant al seu torn la pretesa intromissió de les companyies nord-americanes.
Més enllà d'aquest inici del cinema sonor nacional, el treball de l'enginyer va transcendir la seva època, i actualment es continua gravant amb so anàleg amb base en principis molt similars als descoberts per Rodríguez.

## Filmografia[calcitació]

### Productor
- De sangre chicana (1974)
- Píntame angelitos blancos (1954)

### Director
- El amor de mi vida (1979)
- De sangre chicana (1974)
- Huracán Ramírez y la monjita negra (1973)
- Angelitos negros (1970)
- La venganza de Huracán Ramírez (1967)
- El hijo de Huracán Ramírez (1966)
- Sitiados por la muerte (1963)
- El misterio de Huracán Ramírez (1962)
- Santo contra hombres infernales (1961)
- El enmascarado justiciero (1961)
- Santo contra cerebro del mal (1961)
- El tesoro del indito (1961)
- La calavera negra (1960)
- La máscara de hierro (1960)
- El regreso del monstruo (1959)
- Pepito y el monstruo (1957)
- Pepito as del volante (1957)
- Dos diablitos en apuros (1957)
- La pequeña enemiga (1956)
- Píntame angelitos blancos (1954)
- Huracán Ramírez (1953)
- Cuando los hijos pecan (1952)
- Yo fui una callejera (1952)
- ¡... Y murió por nosotros! (1951)
- Anacleto se divorcia (1950)
- Cuando los hijos odian (1950)
- Café de chinos (1949)
- La hija del panadero (1949)
- Angelitos negros (1948)
- Yo vendo unos ojos negros (1947)
- La hija del payaso (1946)
- La pequeña madrecita (1944)
- Morenita clara (1943)
- ¡Ay Jalisco, no te rajes! (1941)
- El secreto del sacerdote (1941)

### Guionista
- De sangre chicana (1974) (escriptor)
- Huracán Ramírez y la monjita negra (1973) (guió)
- Angelitos negros (1970) (escriptor) (sèrie de televisió)
- La venganza de Huracán Ramirez (1967) (escriptor)
- El hijo de Huracán Ramírez (1966) (escriptor)
- El misterio de Huracán Ramírez (1962) (història i guió)
- El tesoro del indito (1961) (adaptació i guió)
- Pepito y el monstruo (1957) (escriptor)
- Pepito as del volante (1957) (història i adaptació)
- Dos diablitos en apuros (1957) (història i adaptació)
- La pequeña enemiga (1956) (història i adaptació)
- Píntame angelitos blancos (1954) (adaptació i guió)
- Huracán Ramírez (1953) (història i adaptació)
- Del rancho a la televisión (1953) (història)
- Las mujeres de mi general (1951) (història)
- Anacleto se divorcia (1950) (escriptor)
- Cuando los hijos odian (1950) (escriptor)
- Café de chinos (1949) (història i adaptació)
- Angelitos negros (1948) (escriptor)
- La pequeña madrecita (1944) (adaptació)
- Mexicanos al grito de guerra (1943) (escriptor)
- Arriba las mujeres (1943) (escriptor)
- Morenita clara (1943) (història i guió)
- ¡Ay Jalisco, no te rajes! (1941) (adaptació)

### Actor
- Pepito y el monstruo (1957)
- Dos diablitos en apuros (1957) (no acreditat)
- Píntame angelitos blancos (1954) (no acreditat)
- Huracán Ramírez (1953) (no acreditat)
- Cuando los hijos pecan (1952)
- Cuando los hijos odian (1950)
- Angelitos negros (1948)

### Departament de so
- La adelita (1938)
- Redes (1936)
- Tribu (1935)
- Cruz Diablo (1934)
- Mujeres sin alma (1934)
- El fantasma del convento (1934)
- El tigre de Yautepec (1933)
- La calandria (1933)
- El anónimo (1933)
- Santa (Estrenada 1932)
- Sangre Mexicana (pel·lícula de 1929)  (Estrenada 1931)
- Himno Nacional de Mèxico (1929)

### Director de Segona Unitat
- The Sons of Katie Elder (1965)

## Premis
- Medalla Salvador Toscano al Mérito Cinematográfico, 1983.[3]